# Nighthawks
Ne doit pas être confondu avec Nighthawk.
Pour les articles homonymes, voir Nighthawk (homonymie) et Noctambules.
Nighthawks est un tableau réalisé en 1942 par Edward Hopper et vendu quelques mois après à l'Art Institute of Chicago, auquel il appartient toujours.
En français, il est parfois désigné sous les titres Les Rôdeurs de nuit, Oiseaux de nuit ou encore Noctambules.

## Contexte artistique
Edward Hopper est un peintre réaliste et naturaliste américain dont l'œuvre s'est focalisée, pendant sa période de maturité, sur le sujet de la solitude et de l'aliénation de l'individu dans la société américaine. Inspiré d'abord par l'art impressionniste à la suite de voyages à Paris, il commence à vivre de sa peinture dans les années 1920, avec des œuvres remarquables par leur sobriété, mettant en scène des personnages solitaires dans des décors urbains ou au milieu de la nature. Sa représentation réaliste et épurée de l'environnement urbain, dans des cadrages plutôt inhabituels pour l'époque, lui fait rencontrer le succès de son vivant, en ayant certaines œuvres rachetées par le Brooklyn Museum ou le MoMA. Dans les années 1940, l'expressionnisme abstrait domine les États-Unis avec des artistes comme Pollock, De Kooning et Rothko : Nighthawks est peint dans cette période de mutation qui s'accentuera encore au sortir de la Seconde Guerre mondiale. Mais Hopper refuse l'abstraction : il choisit le figuratif et le réalisme. Certaines interprétations historiques tendraient à considérer Nighthawks comme la réponse d'Edward Hopper aux bombardements de Pearl Harbor le 7 décembre 1941 et à l'entrée des États-Unis dans la Seconde Guerre mondiale qui en a découlé,. Redoutant une attaque des nazis, les New-Yorkais étaient en effet soumis à des couvre-feu et à l'extinction des lumières dans les espaces publics. Edward Hopper lui-même a participé aux patrouilles de volontaires qui scrutaient le ciel nocturne.

## Le tableau

### Historique
Nighthawks est achevé le 21 janvier 1942. Quelques mois après son achèvement, le tableau est vendu le 13 mai 1942 pour 3 000 $ à l'Art Institute of Chicago, dont il n'a pas quitté les collections depuis.

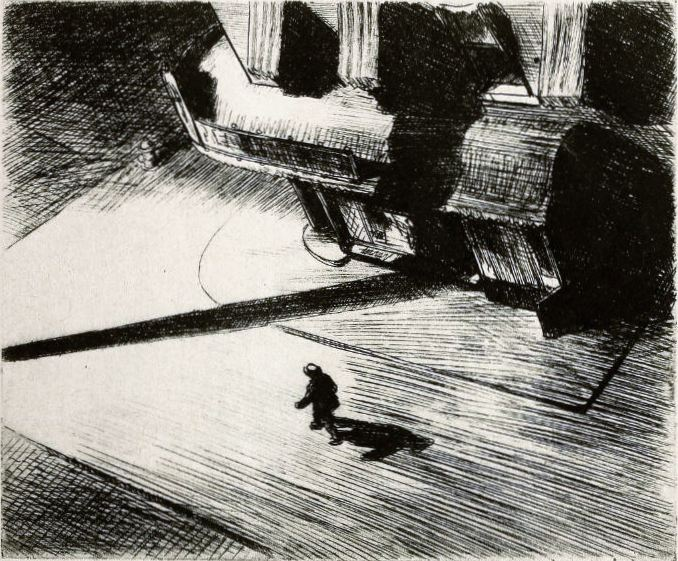
Night Shadows

La gravure de 1921 intitulée Night Shadows (Ombres de la nuit ou Ombres nocturnes mais aussi « étrange atmosphère » dans le dialecte américain d'Edward Hopper), ainsi que la peinture Drug Store de 1927 semblent en marquer les prémices.

### Titre
Le titre est parfois traduit en français sous le titre Noctambules,, mais plus souvent Les Rôdeurs de nuit, ou Oiseaux de nuit,, de l'anglais « hawk » qui signifie littéralement « faucon » mais aussi « homme rapace qui fond sur sa proie » en argot. Si le mot « rôdeurs » peut donner un sens sinistre au tableau par sa connotation à l'oiseau chasseur, la traduction par « oiseaux » reste éloignée de la réalité supposée du tableau.

### Description

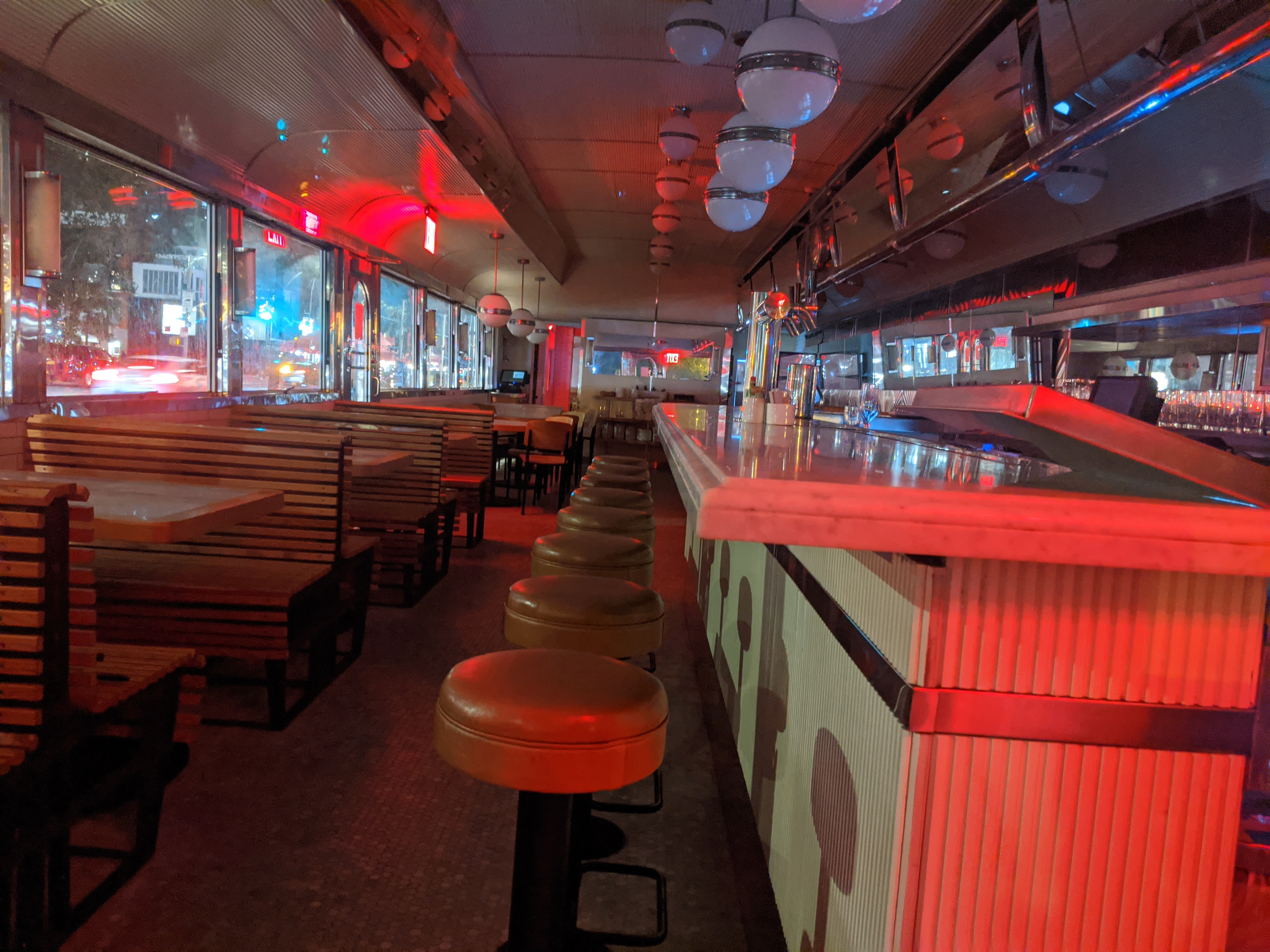
Un diner américain (New York).

Nighthawks adopte un format qui peut faire penser à une scène projetée sur un écran de cinéma. La scène se déroule la nuit. Le tableau est construit selon une composition soignée, et il se caractérise par une qualité intemporelle et universelle qui transcende son lieu particulier. Il montre un instantané de quatre personnes assises dans un diner (restaurant typique américain) de centre-ville, tard dans la nuit. Le peintre a expliqué que sa toile s'inspire d'un restaurant sur Greenwich Avenue à New York. La rue est vide soit parce qu'il est très tard (les diners sont souvent ouverts 24 heures sur 24) soit en raison du contexte de guerre. 

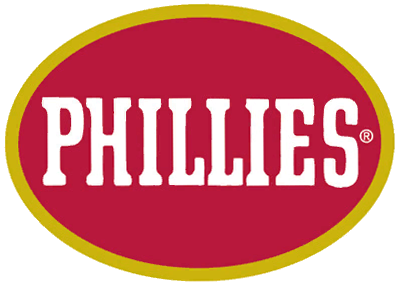
Le logo de la marque américaine de cigares Phillies.

En haut, sur la devanture du restaurant figure une publicité pour les cigares Phillies ainsi qu'un dessin cigare avec le slogan « Seulement 5 ¢ ». Il s'agit d'une marque américaine et les cigares sont fabriqués à l’origine à Philadelphie, en Pennsylvanie.
L'atmosphère sous un angle et un éclairage si particulier, semble tendue, dramatique et figée : tous les personnages sont immobiles, sauf le serveur. Les couleurs dominantes sont le vert (couleur froide), le brun et le jaune et forment de grands aplats géométriques qui découpent des formes simples et épurées. Le spectateur, attiré par la lumière, est exclu de la scène par la vitre du diner. L'entrée du restaurant n'est pas visible, ce qui accentue l'impression que les personnages sont enfermés, comme dans une cage ou un aquarium. On retrouve les objets typiques d'un diner américain : long comptoir, distributeur de serviettes en papier, mug, salière, poivrier.
Un homme de dos mange, seul. Un couple, dont l'homme et la femme habillée en rouge se touchent presque la main mais ne se parlent pas, est assis à proximité. L'épouse d'Edward Hopper a servi de modèle pour la femme assise au bar et lui-même comme modèle pour l’homme qui nous tourne le dos. Le serveur parait discuter. On aperçoit la vitrine sombre du magasin d'en face. Les personnages semblent perdus dans leurs pensées.

### Interprétation
Ce tableau contient les thèmes principaux de l'artiste : l'amour, la solitude, la mort. La structure angulaire, la vision par ou à travers la fenêtre, l'ennui des personnages, mais également les restaurants, seront des approches plusieurs fois exploitées par Hopper, même si les œuvres de nuit sont moins courantes dans sa peinture, contrairement aux couchers de soleil ou levers du jour. Dans ce tableau, la vue du spectateur à travers la vitre se fait de l'extérieur vers l'intérieur, et non pas l'inverse comme le peintre en avait l'habitude. La solitude de la ville et l'isolement des personnages sont renforcés par cette vision avec la vitre qui vient entourer la scène éclairée ; cet angle de vue sera repris par le peintre en 1962 dans New York Office. Se dégagent de ce tableau un mélange de proximité et d'absence de lien.

### Ruptures et continuités

#### Sources d'inspiration et influences
Selon plusieurs avis,,, le tableau aurait été inspiré à Hopper par une nouvelle d'Hemingway publiée en 1927 et intitulée Les Tueurs, dans laquelle deux tueurs attendent en vain leur victime dans un bar. Cette nouvelle est publiée à l'époque par la revue Scribner's Magazine pour laquelle Edward Hopper travaillait en tant qu'illustrateur.
Dans l'histoire de l'art, Hopper s'inspire de Rembrandt, La Ronde de nuit (1642) tout autant que Van Gogh pour les couleurs (Le Café de nuit, 1888).

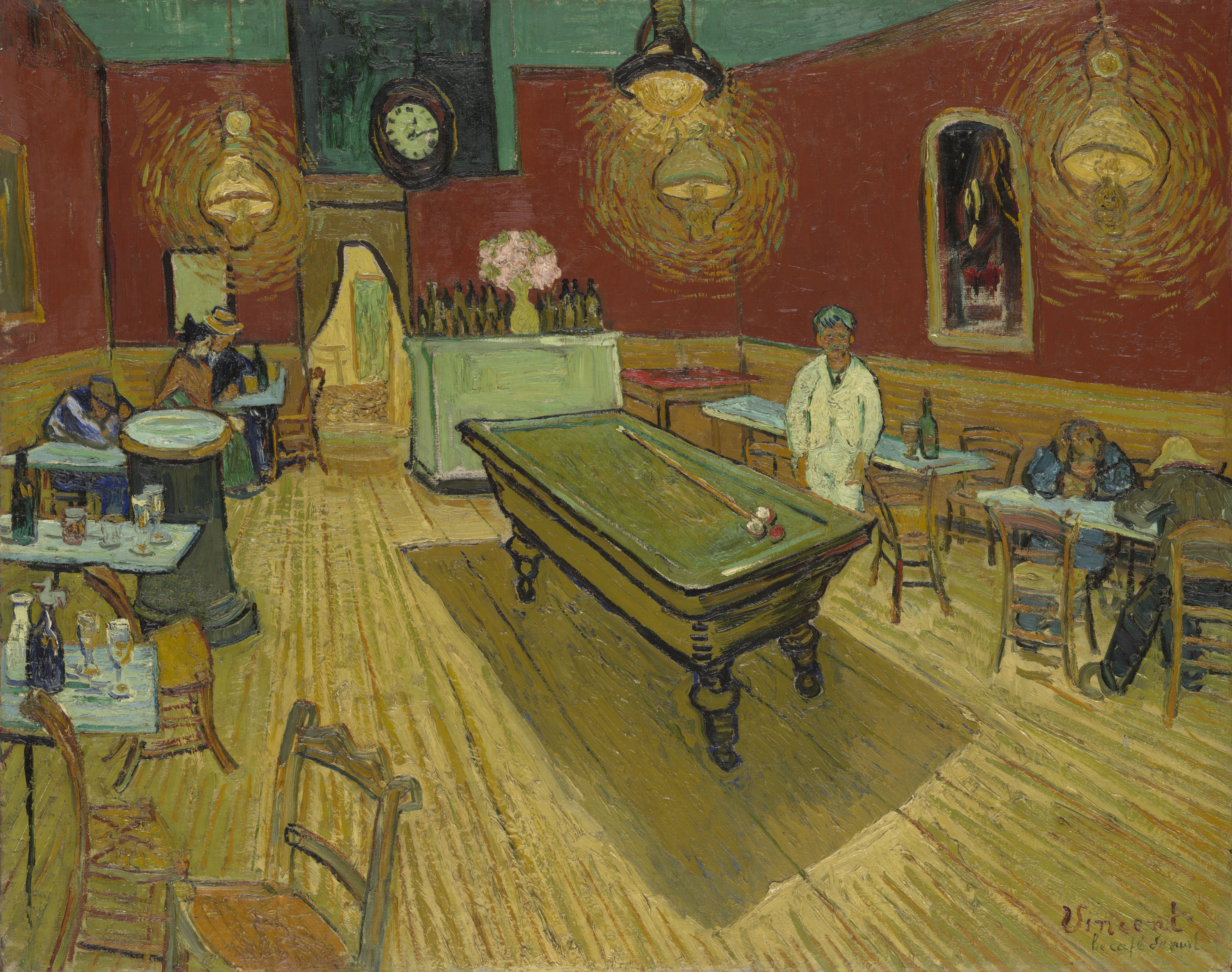
Le Café de nuit, 1888, huile sur toile,, New Haven, Yale University Art Gallery (F463/JH1575).

Hopper a étudié la peinture au New York Institute of Art and Design et fut l'élève de Robert Henri pendant six années. Henri appartenait à l'école artistique de l'Ashcan School qui s'intéresse à la représentation de la ville américaine. Dans sa jeunesse, Hopper s'installa quelque temps à Paris où il fut influencé par le mouvement artistique de l'impressionnisme dont les peintres représentaient des scènes de leur époque. Lorsqu'il revient aux États-Unis, Hopper peint dans un style réaliste qui se démarque de l'abstraction alors en vogue dans l'art. Par la représentation de scènes et de paysages typiquement américains, l'artiste se place dans le mouvement de l'American Scene painting, qui cherche à s'émanciper des influences européennes, à une époque où les États-Unis choisissent la politique de l'isolationnisme. Aussi Hopper choisit-il de montrer l'individualisme qui caractériserait la société américaine. Hopper s'est également inspiré de la culture populaire américaine : les contrastes entre ombre et lumière et l'espace urbain vide rappellent les conventions du film noir.

#### Une peinture réaliste à l'époque des avant-gardes

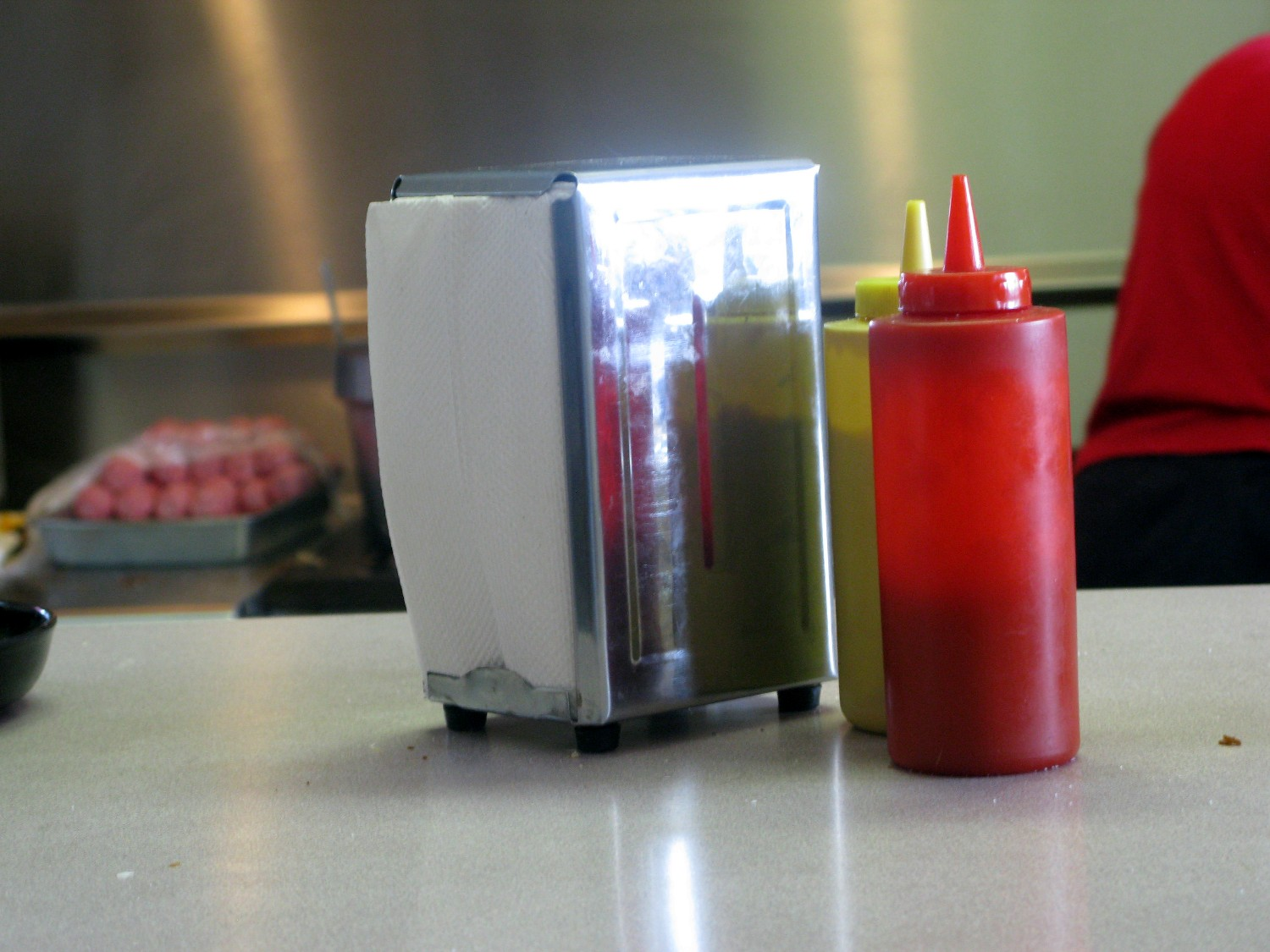
Un distributeur de serviettes.

Ce tableau est l'un des plus importants des années 1940. Il représente avec réalisme certains aspects de cette époque dont la décoration par la présence de plusieurs accessoires de tables typiques des diners américains, ou encore, les distributeurs de boissons. C'est non seulement le plus célèbre tableau de Hopper, mais également l'un des plus marquants de l'art américain, dans lequel la place de ce peintre est prépondérante. « Quatre-vingt-dix pour cent des artistes sont oubliés dix minutes après leur mort », disait Edward Hopper.

#### Un tableau devenue une icône de la culture américaine
Nighthawks est un témoignage de la modernité américaine : la lumière provient de tubes fluorescents qui commencent à se diffuser dans les années 1940. Il a pour cadre un diner typiquement américain, avec son comptoir, son mobilier et sa publicité pour les cigares Phillies. Les costumes inscrivent la scène dans les années 1940. Les immeubles avec leurs fenêtres à guillotine sont aussi typiquement américains et appartiennent à l'univers familier de Hopper qui est né et a vécu plusieurs années à New York. Hopper est contemporain de l'art moderne, marqué par les avant-gardes et l'abstraction. Il préfère produire des oeuvres réalistes et figuratives.

## Autour du tableau

### Inspiration
- Sous l'impulsion de Ridley Scott, le tableau est l'une des inspirations esthétiques principales du film Blade Runner (1982)[17].
- Le tableau a inspiré une œuvre pour harpe de la compositrice Camille Pépin, Nighthawks[18].

### Citations
- Une scène représentant ce tableau a été introduite dans l'épisode Un amour de grand-père (S02E17) et dans l'épisode Homer, le baron de la bière (S08E18) de la série Les Simpson
- Herbert Ross en fait une reproduction réadaptée mais poussée et assez fidèle dans le film Tout l'or du ciel[19].
- Il est également représenté dans la série That '70s Show, dans la scène finale de l'épisode Drive-in (saison 1 épisode 8).
- Nighthawks est le tableau préféré de Harry Bosch et de Rachel Walling, personnages des romans de Michael Connelly[réf. nécessaire]
- Une scène représentant ce tableau a aussi été introduite dans l'épisode Les Vestiges de 'A' (S03E6) de la série Pretty Little Liars.
- L'illustration du Madman's Cafe du jeu de combat Skullgirls fait référence à ce tableau.
- Dario Argento cite aussi le tableau dans un décor des Frissons de l'angoisse (Profondo rosso)[20].
- Le roman L'Arrière-saison (2002) de Philippe Besson est basé sur ce tableau[21].
- Une publicité pour la marque automobile Lexus met en scène ce tableau (2018)[précision nécessaire].
- Plusieurs scènes du film Equalizer font référence à ce tableau
- Le chapitre 3 de l'enquête Houston, on a un problème de la version « Voyage dans le temps » du jeu Criminal Case y fait référence.
- Wim Wenders en a par la suite repris le décor pour une séquence de son film The End of Violence[22] (1997), expliquant en ces termes son admiration pour le peintre américain : « On peut toujours dire où se trouve la caméra. »
- Le tableau est aussi présent à la fin de l'épisode 9 de la saison 11 de Shameless. Il semble que Frank le vole à l'Art Institute of Chicago.
- Une référence au tableau est présente dans le jeu Genesis Noir sorti en 2021 et développé par le studio américain Feral Cat Den. Le restaurant se nomme le Hopper en hommage au peintre.
- Le tableau apparaît dans la bande dessinée Blacksad, dans le tome 6, page 38.
- L'artiste américain Peter de Lory a peint aussi une adaptation de Nighthawks en 1985[23] ; il est conservé à l'Art Institute of Chicago comme le tableau de Hopper.
- David Mazzucchelli fait référence à ce tableau dans le chapitre 3 de Batman : Année Un.
- Une vignette de la bande dessinée Du plomb dans la tête, de Colin Wilson & Matz, cite ce tableau (avec des couleurs, des personnages et un angle différents)[24].

### Consécrations
- Le tableau fait partie des « 105 œuvres décisives de la peinture occidentale » constituant le musée imaginaire de Michel Butor[25].